# 上大瓦爾任
20°40′15″S 41°00′25″W / 20.67083°S 41.00694°W

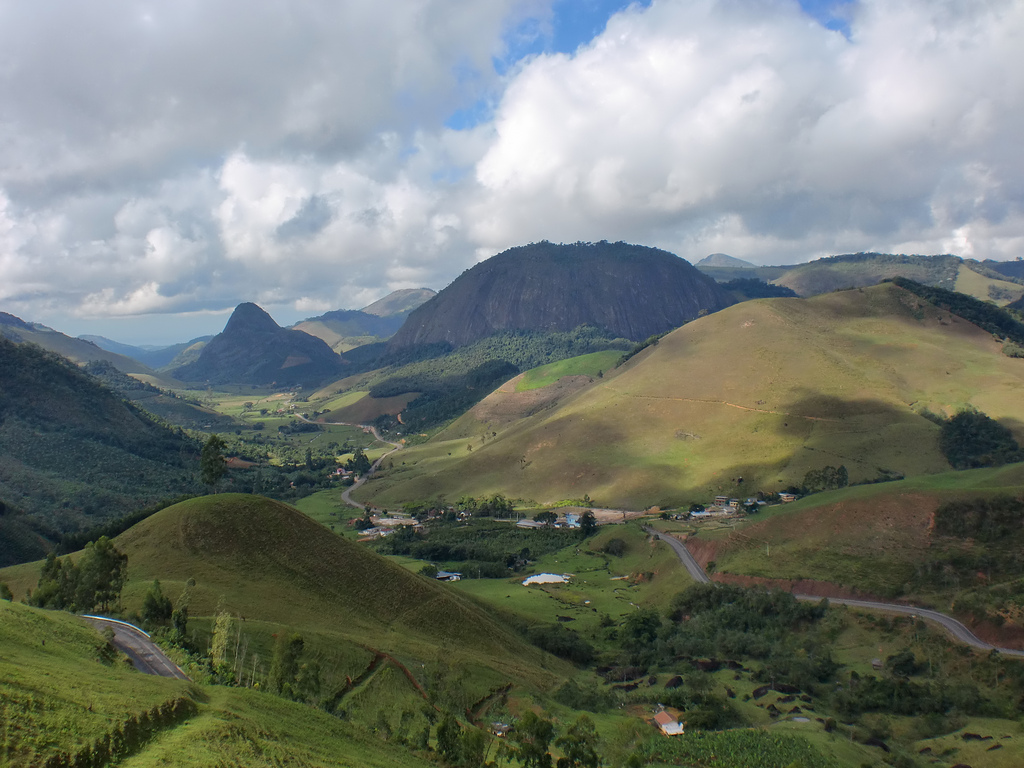
上大瓦爾任

上大瓦爾任（葡萄牙語：Vargem Alta），是巴西的城鎮，位於該國東南部，由聖埃斯皮里圖州負責管轄，始建於1988年3月20日，面積414平方公里，海拔高度600米，2010年人口19,130，人口密度每平方公里46.25人。